# Addington (Cornwall)
Addington (kornisch: Trevadow) ist ein Ortsteil des Civil Parish Liskeard im südenglischen Cornwall.

## Geographie
Addington bzw. Liskeard liegen im Südwesten Englands in Cornwall nordwestlich von Plymouth im Landesinneren auf knapp 150 Meter überm Meeresspiegel. Liskeard ist mit über 9.000 Einwohnern eine vergleichsweise große Stadt, wobei Addington ein Stadtteil im Nordosten des bebauten Gebiets der Kleinstadt ist. Nordnordwestlich an Addington grenzt noch der Stadtteil Trembraze, ansonsten ist Addington von Feldern umgeben. Durch Addington fließt ein kleiner Bach, der in den etwas östlich von Addington verlaufenden River Seaton mündet. Verwaltungsgeographisch liegt Addington im Civil Parish von Liskeard, allerdings im östlichen Randgebiet nahe der Gemeindegrenze zum Civil parish von Menheniot. Bis zu einer Verwaltungsreform 2009 war Addington Teil des Districts Caradon, seitdem ist die nächsthöhere Verwaltungsebene über dem Civil Parish direkt die Unitary Authority und Grafschaft Cornwall in der Verwaltungsregion South West England. Wahlkreisgeographisch gehört die Gegend zum britischen Wahlkreis South East Cornwall.

## Infrastruktur
Addington profitiert zunächst von der generellen Infrastruktur Liskeards, allerdings liegen in Addington selbst oder in direkter Nähe ebenfalls einige infrastrukturelle Örtlichkeiten. Dazu zählen zunächst einige Spielplätze und Parks wie der Castle Park ungefähr auf halber Strecke zwischen dem Stadtzentrum von Liskeard und Addington selbst sowie der Martins Park am nördlichen Rand des Ortsteils. Im Nordosten von Addington liegt das Liskeard Community Hospital, an der westlichen Grenze des Ortsteils zudem das Bildungszentrum mit der Liskeard School und dem Community College.
Addington ist vorrangig ein Wohngebiet, dessen Ursprung im Gegensatz zur mittelalterlichen Innenstadt von Liskeard neueren Datums ist. Das Gebiet schien zum Zeitpunkt seiner Errichtung ideal als neues Wohngebiet, lag es doch auf vergleichsweise flachem Gebiet in direkter Nähe zu verschiedenen regionalen Straßen. Die Bebauung in Addington besteht hauptsächlich aus einfachen Reihenhäusern, die häufig zur Straße hin einen kleinen Vorgarten besitzen.

## Verkehr
Die Hauptstraße von Addington verbindet Liskeard mit nordöstlich gelegenen Siedlungen wie Merrymeet und Callington. In Addington zweigt zudem eine Umgehungsstraße für Liskeard ab, die südlich der Stadt auf die A38 road mündet. Zwei kleinere Straßen führen von Addington gen Osten in Richtung Pengover Green und Quethiock sowie gen Norden in Richtung des Bodmin Moor. Ferner halten in Addington mehrere regionale Buslinien, die unter anderem bis nach Plymouth und Launceston fahren.